# Archimie
Ne doit pas être confondu avec Archéochimie.
L'archimie est un ancien synonyme du mot alchimie ; le terme a parfois été utilisé pour s'en distinguer.

## Renaissance
Le mot arquémie s'utilise, à la fin du Moyen Âge et à la Renaissance, pour désigner un métal ou substance de composition alchimique, c'est-à-dire un mélange d'or et d'argent avec un métal inférieur : « ung des habilles hommes du monde, nommé Baratier, qui estoit le meilleur Arquemien que on peust trouver, et avecques faisoit escuz d'Arquemie les plus beaulx que on pourroit dire » (1447). Le mot Archimastry, apparaît dans le premier vers du chapitre I de l'Ordinall of Alchemy de Thomas Norton en 1477 : « Mastrye full merveylous and Archimastrye Is the tincture of holi Alkimi ».
Benedetto Varchi (1502-1565) utilise le mot archimie comme synonyme de alchimie, dans Se l'archimia è vera e no questione (1544) - l'archimie est une « science vraiment royale », à l'origine « d'une infinité de choses sans lesquelles on ne pourrait vivre confortablement, ni même vivre tout court » (les verres, les alliages, les miroirs, la poudre, etc.).

### L'archimie de Pantheus
En 1519, le prêtre vénitien Giovanni Agostino Panteo (en latin, Joannes Antonius Pantheus), publie un Ars transmutationis metallicae (Art de la transmutation des métaux), avec l'autorisation du pape Léon X et du Conseil des Dix de Venise (alors que ce dernier avait interdit la pratique de l'alchimie, dès 1488, à cause des problèmes de contrefaçon et de faux-monnayage).
En 1530, il distingue alchimie et archimie (qu'il appelle aussi « voarchadumie ») dans son Voarchadumia contra alchemiam ars distincta ab Archemia et Sophia. Pour Pantheus, l'alchimie ne permet d'obtenir que des objets dorés en surface et en apparence, alors que l'archimie est l'ancienne science du personnage biblique Tubal-Caïn, suivi par les auteurs alchimiques médiévaux arabes et latins. Il s'agit, pour lui, d'une « Cabale des métaux », à l'époque où la kabbale, introduite par Pic de la Mirandole, suscite, en Occident, une importante fascination. Les traités de Pantheus sont réimprimés, en 1550 à Paris, et repris dans le grand recueil alchimique du Theatrum Chemicum. Ils ont intéressé de nombreux alchimistes, parmi lesquels John Dee, Michael Maier, Jacques Gohory, Heinrich Khunrath, Oswald Croll et Andreas Libavius.
Le terme se retrouve chez Bonaventure des Périers et Montaigne.

## XIXeetXXesiècles
En 1834, le dictionnaire de français de Napoléon Landais définit l'archimie comme « Art de faire de l'or et de l'argent. L'archimie diffère de l'alchimie en ce qu'elle occupe en général de la transmutation des métaux imparfaits en d'autres plus parfaits ». Le dictionnaire français-anglais de Porquet, en 1844, définit l'archimie comme « l'analyse chimique des métaux ». Marcelin Berthelot compile les travaux archimiques décrits dans des papyrus ou manuscrits anciens.
Pour Fulcanelli, l'alchimie est ésotérique, l'archimie et la spagyrie exotériques. L'alchimie est « la science hermétique », une « chimie spiritualiste » qui « tente de pénétrer le mystérieux dynamisme qui préside » à la « transformation » des « corps naturels ». L'archimie poursuit à peu près un des buts de l'alchimie (« la transmutation des métaux les uns dans les autres »), mais elle utilise « uniquement des matériaux et des moyens chimiques », elle se cantonne au « règne minéral ».
Selon Patrick Rivière, l'archimie est l'art de contrefaire les métaux précieux, en particulier l'or et l'argent.